# شغل في نظام مفتوح
الشغل في نظام مفتوح  أو الشغل الميكانيكي  في الفيزياء والهندسة الميكانيكية (بالإنجليزية: Technical work) هي تسمية من الترموديناميكا وتختص بحالة توليد حركة محورية بواسطة نظام ترموديناميكي مفتوح.
تستعمل تسمية الشغل الميكانيكي على القسم العكوس من الشغل، في حين أن الشغل، والحاوي على طاقة مبددة ( {\displaystyle w_{\mathrm {R} }=w_{\mathrm {diss} }})، يسمّى «الشغل الداخلي».

## العلاقة بين شغل تغير الحجم والشغل الميكانيكي

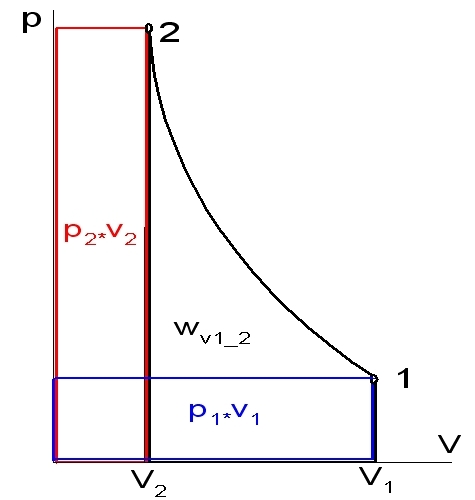
العلاقة بين شغل تغير الحجم والشغل الميكانيكي

بينما يجري توليد الشغل بتغير الحجم مرة واحدة في نظام مغلق، ينتج الشغل الميكانيكي بطريقة مستمرة دورية. 
ويكون الشغل الميكانيكي في النظام المفتوح من جزئين : الشغل الناتج عن تغير الحجم P.dV، وشغل انتشاري Wdissعند مدخل ومخرج النظام .
يـُعطى الشغل الميكانيكي بالمعادلة :
{\displaystyle \qquad \mathrm {\delta } W_{\mathrm {t} }=Vdp+\delta W_{\mathrm {diss} }+\delta E_{\mathrm {a} }}
وبالتالي :
{\displaystyle W_{\mathrm {t} }=\int _{1}^{2}Vdp+W_{\mathrm {diss} }+\Delta E_{\mathrm {a} }}
حيث {\displaystyle \Delta E_{\mathrm {a} }} هو التغير في الطاقة الخارجية (تغير الارتفاع عن سطح الأرض (طاقة الوضع) ، و تغير سرعة النظام بأكمله (طاقة حركة)) .
وبتفاضل المعادلة بالنسبة للزمن ، نحصل على القدرة:
{\displaystyle P=\int _{1}^{2}{\dot {V}}dp+{\dot {W}}_{\mathrm {diss} }+\Delta {\dot {E}}_{\mathrm {a} }}

## توضيح بمثال المكبس و الأسطوانة

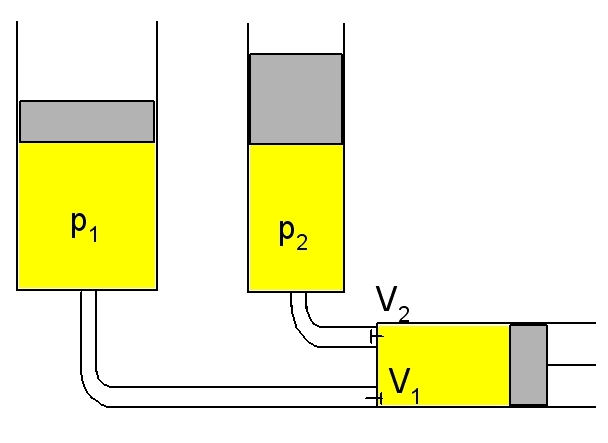
نظام يوضح الشغل الميكانيكي

تقسيم الشغل بجزء ناتج عن تغير الحجم وجزء ناتج من عملية انزياحية يوضح لنا عمل المكبس في أسطوانة. يدفع الشغل الإزاحي {\displaystyle p_{1}*V_{1}} الناتج من ضغط الخزان 1 بالضغط {\displaystyle p_{1}}
علي المكبس ، وينزاح المكبس إلى اليمين وبالتالي يتحرك ذراع المكبس إلى اليمين . ثم يقوم المكبس بالحركة إلى اليسار ويضغط الغاز بأداء شغل تغير الحجم {\displaystyle p_{2}*V_{2}} (النقطة 2 في الرسم البياني ) و يضغط الغاز في الأسطوانة 2 بضغط أعلى مقداره {\displaystyle p_{2}}
.
يتصل المكبس بمرفق (ممثل في الرسم بذراع فقط) يحركه. يتحرك المكبس طبقًا للرسم من اليمين إلى اليسار إلى النقطة الميتة ويصبح حجم الغاز داخل الأسطوانة صفرًا (في الحالة المثالية). وعندما يعود المكبس إلى اليمين بالضغط {\displaystyle p_{1}} 
يصبح حجم الغاز في الأسطوانة {\displaystyle V_{1}}.
ويمكن تصور الصمامين بأنهما مجرد جلدتين تقفلان وتفتحان بحسب الضغط الواقع على كل منهما. فعند حركة المكبس إلى اليسار يغلق الصمام السفلي ، وينفتح الصمام العلوي فقط عندما يصل الضغط {\displaystyle p_{2}} (النقطة 2 في الرسم البياني ) . ثم يؤدي المكبس الشغل {\displaystyle p_{2}*V_{2}} بواسطة الضغط {\displaystyle p_{2}} ويصل المكبس إلى النقطة الميتة اليسرى . فيكون مجموع الشغل الميكانيكي هو الشغل الذي يقوم به مرفق المكبس. ومع الدورة التالية لمرفق المكبس تتكرر الدورة من جديد.

## المرجع
1. 1 2 3  Volker Sperlich: „Übungsaufgaben zur Thermodynamik mit Mathcad“ (2002) Fachbuchverlag Leipzig
2. ↑  Grundlagen der Technischen Thermodynamik نسخة محفوظة 19 يونيو 2017 على موقع واي باك مشين.